# Neues Schloss Kißlegg

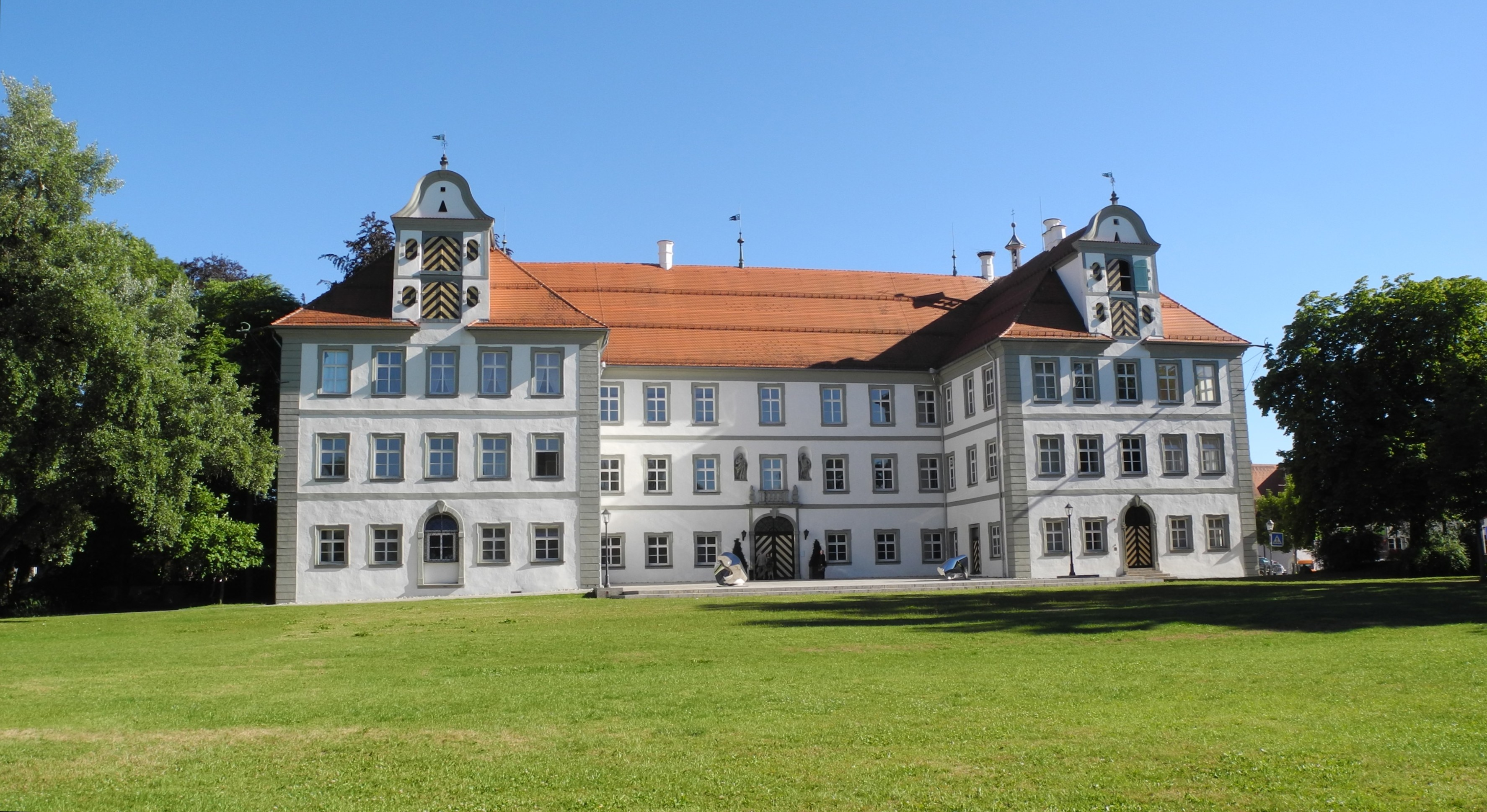
Neues Schloss Kißlegg, Nordansicht

Das Neue Schloss Kißlegg ist ein Anfang des 18. Jahrhunderts erbautes Schloss in Kißlegg im Landkreis Ravensburg. Bis in die 1940er Jahre war das Schloss in Besitz der Grafen, später der Fürsten von Waldburg-Zeil. Heute befindet sich das Gebäude im Besitz der Gemeinde.

## Geschichte
Bereits im 16. Jahrhundert stand an der Stelle des heutigen Neuen Schlosses ein 1523 errichtetes Gebäude, das 1687 bis 1691 durch einen dreistöckigen Fachwerkneubau ersetzt wurde. Dieser diente unter anderem als Witwensitz der Gräfin Maria Monika von Waldburg-Trauchburg, geb. Gräfin von Königsegg. Im Jahr 1721 wurde von Johann Georg Fischer aus Füssen im Auftrag von Johann Ernst II. von Waldburg-Trauchburg ein Neubau begonnen, nachdem das alte Schloss 1704 abgebrannt war. Beim Erstellen des Putzbaus mit zwei Seitenrisaliten wurden zum Teil Reste der Burg Alt-Trauchburg verwendet. 1727 wurde das Schloss fertiggestellt. Um 1800 wurde der Schlosspark angelegt.
Bis ins Jahr 1941 war das Schloss ein Sitz des Hauses Waldburg-Zeil-Trauchburg. In den Jahren 1943 bis 1945 beherbergte es die aus Stuttgart evakuierten „Auslandsdeutschen Schülerheime“, eine der Hitlerjugend angegliederte Internatsschule für Söhne von im Ausland lebenden deutschen Familien. Das bei Kriegsende im Schloss eingerichtete Luftwaffenlazarett wurde Mitte 1945 zu einem Kreiskrankenhaus umgewidmet. Nach dessen Schließung im Jahr 1957 konnte die Gemeinde Kißlegg 1960 das Schloss günstig erwerben. Es wurde saniert und restauriert und zunächst als Schulgebäude eingerichtet. Von 1960 bis 1978 befand sich dort eine Realschule, ab 1980 zog übergangsweise für fünf Jahre eine Schule für Lernbehinderte ein. Nach dem Auszug der Realschule wurde das Schloss von 1979 bis 1992 hauptsächlich vom Blasmusikverband Baden-Württemberg als Schulungsstätte und Instrumentenmuseum gemietet. 
Seit 1993 wird das 2. Obergeschoss des Schlosses als Museum genutzt. Zunächst befand sich bis 2004 das „Museum expressiver Realismus“ darin, 2005–2018 dann das „Museum Rudolf Wachter“. Heute wird es für wechselnde Kunstausstellungen genutzt. Die Räume im 1. Obergeschoss sind für private und öffentliche Festlichkeiten, Tagungen und Sitzungen eingerichtet, insbesondere auch für die Sitzungen des Gemeinderats. Im Erdgeschoss sind die Vereinsräume der Narrenzunft „Kißlegger Hudelmale“, das Gäste- und Bürgerbüro der Gemeinde Kißlegg sowie das Heimatmuseum untergebracht.

## Beschreibung
Das Schloss ist ein dreistöckiges Gebäude mit zwei nach Norden gerichteten Seitenrisaliten. Das Hauptgebäude ist mit einem Satteldach, die beiden Risalite je mit einem Walmdach ausgestattet. Zudem befindet sich auf den Risaliten nach Norden hin je ein Zwerchhaus mit Schweifgiebel. Die Ecken des Schlosses sowie die Trennung der Stockwerke werden durch Putzquader gegliedert. Über dem pilastergegliederten Portal des Hauptbaus befinden sich in einer Mauernische zwei Figuren. Das Treppenhaus im Inneren des Gebäudes ist mit einer dreigliedrigen Treppe und acht Sibyllenfiguren von Joseph Anton Feuchtmayer ausgestattet. Des Weiteren befinden sich im Inneren einige gut erhaltene Räume aus der Bauzeit, die größtenteils Stuck von Johannes Schütz und Francesco Solari sowie teilweise Fresken von Johann Gabriel Roth enthalten.